# Hirzenbach

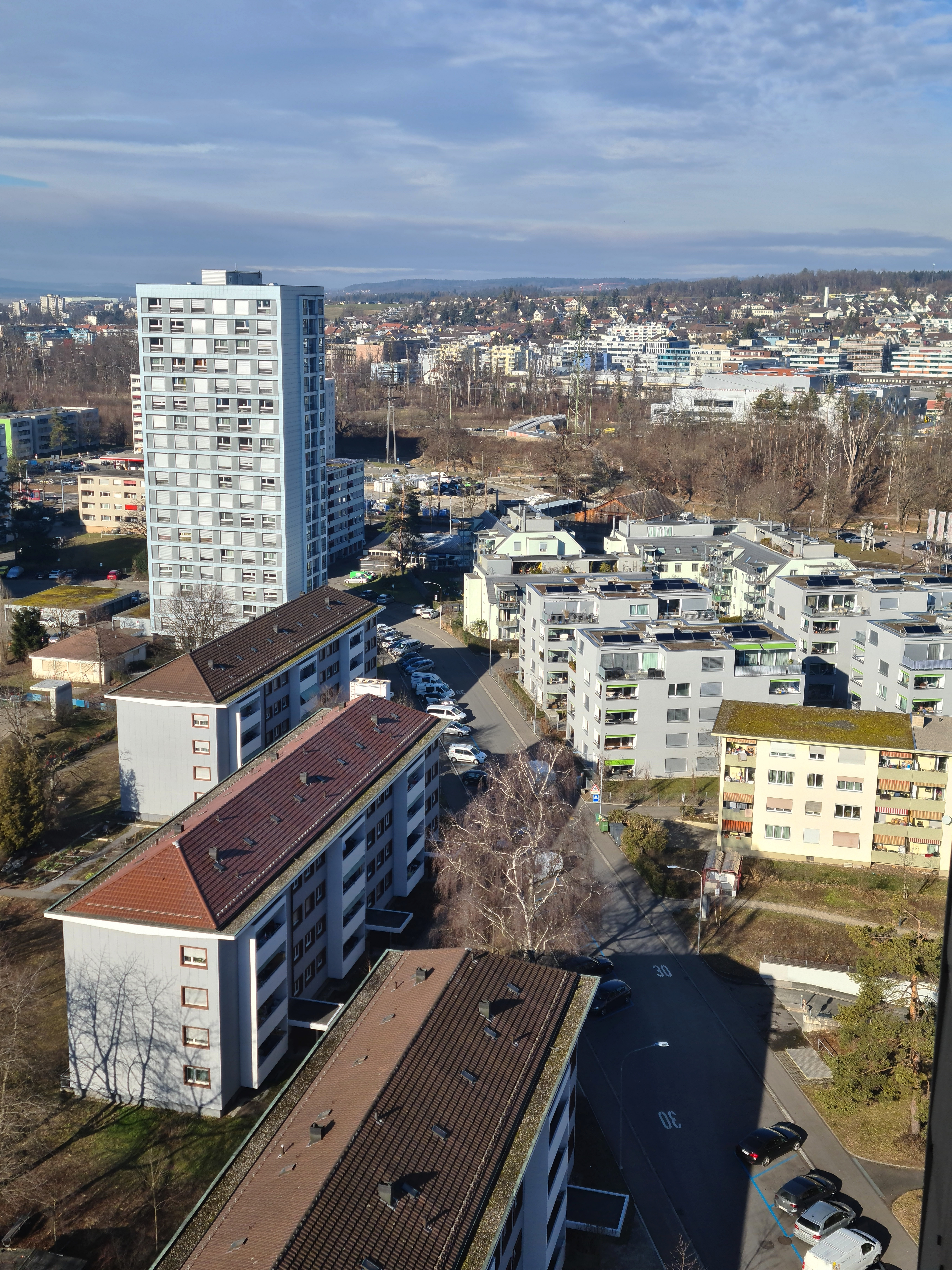
Hirzenbach Quartier Richtung Norden

Hirzenbach ist ein Quartier im Norden der Schweizer Stadt Zürich. Mit den Quartieren Schwamendingen-Mitte und Saatlen bildet Hirzenbach den Stadtkreis 12 (Schwamendingen).
Hirzenbach wird laut dem Statistischen Amt von Zürich ein starkes Wachstum von 11'900 Einwohnern im Jahr 2017 auf 18'600 Einwohnern im Jahr 2030 vorausgesagt.

## Geschichte
Hirzenbach war bis in die 1940er Jahre sehr dünn besiedelt, vor allem wegen des sumpfigen Bodens. Durch die Melioration des Bodens und der Wohnknappheit im Stadtzentrum setzte ab 1950 ein grosser Bauboom ein, der Ende der 1960er Jahre abgeschlossen war. Vor allem kleinere und billige Genossenschaftswohnungen liegen im Hirzenbach Quartier. Industrie oder Gewerbe gibt es in Hirzenbach kaum.

## Bevölkerungsentwicklung des Quartiers
Quelle: Statistik & Daten: Hirzenbach

## Ortsgliederung

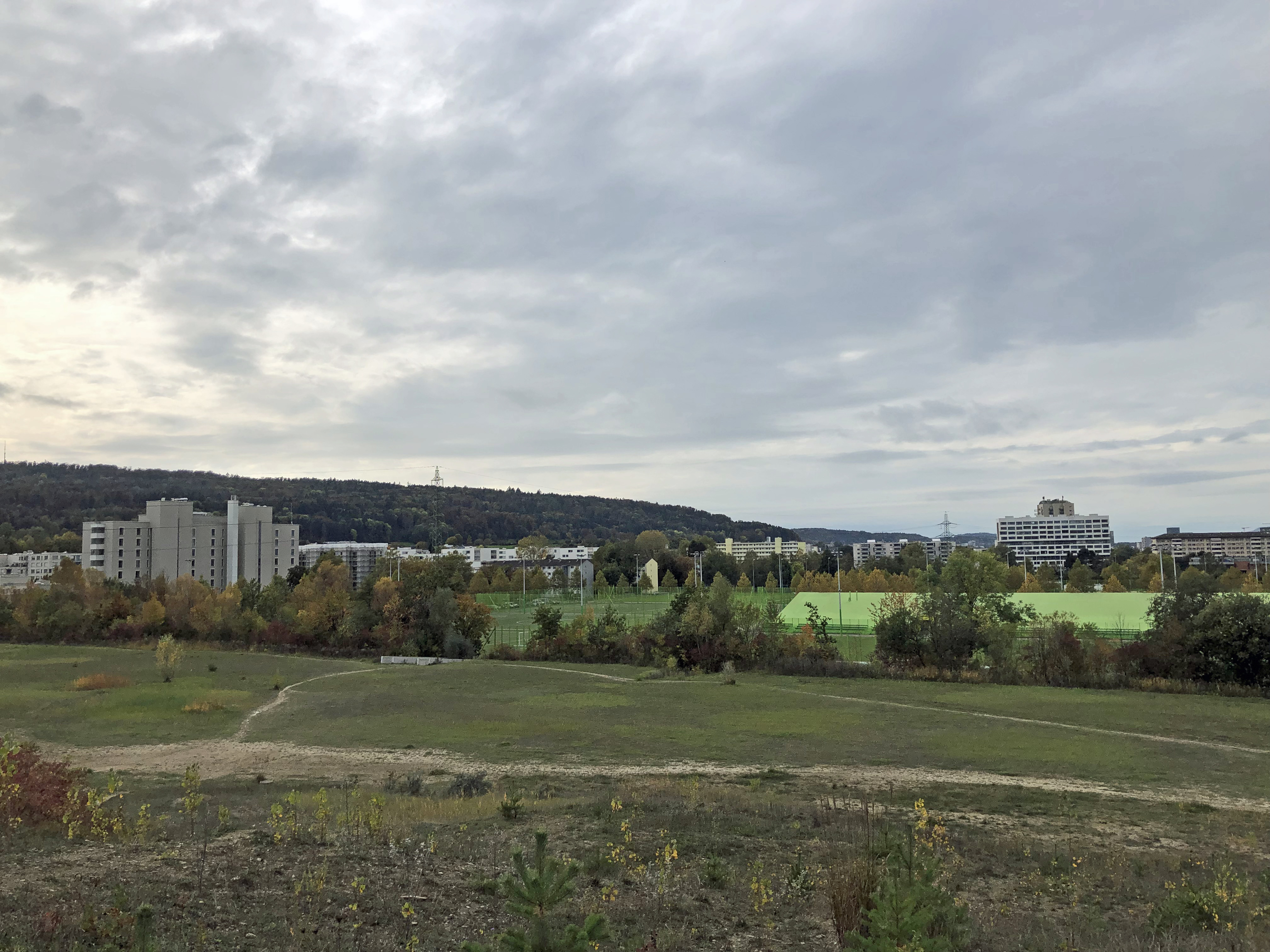
Blick über die Sportanlage Heerenschürli zum Zentrum von Hirzenbach
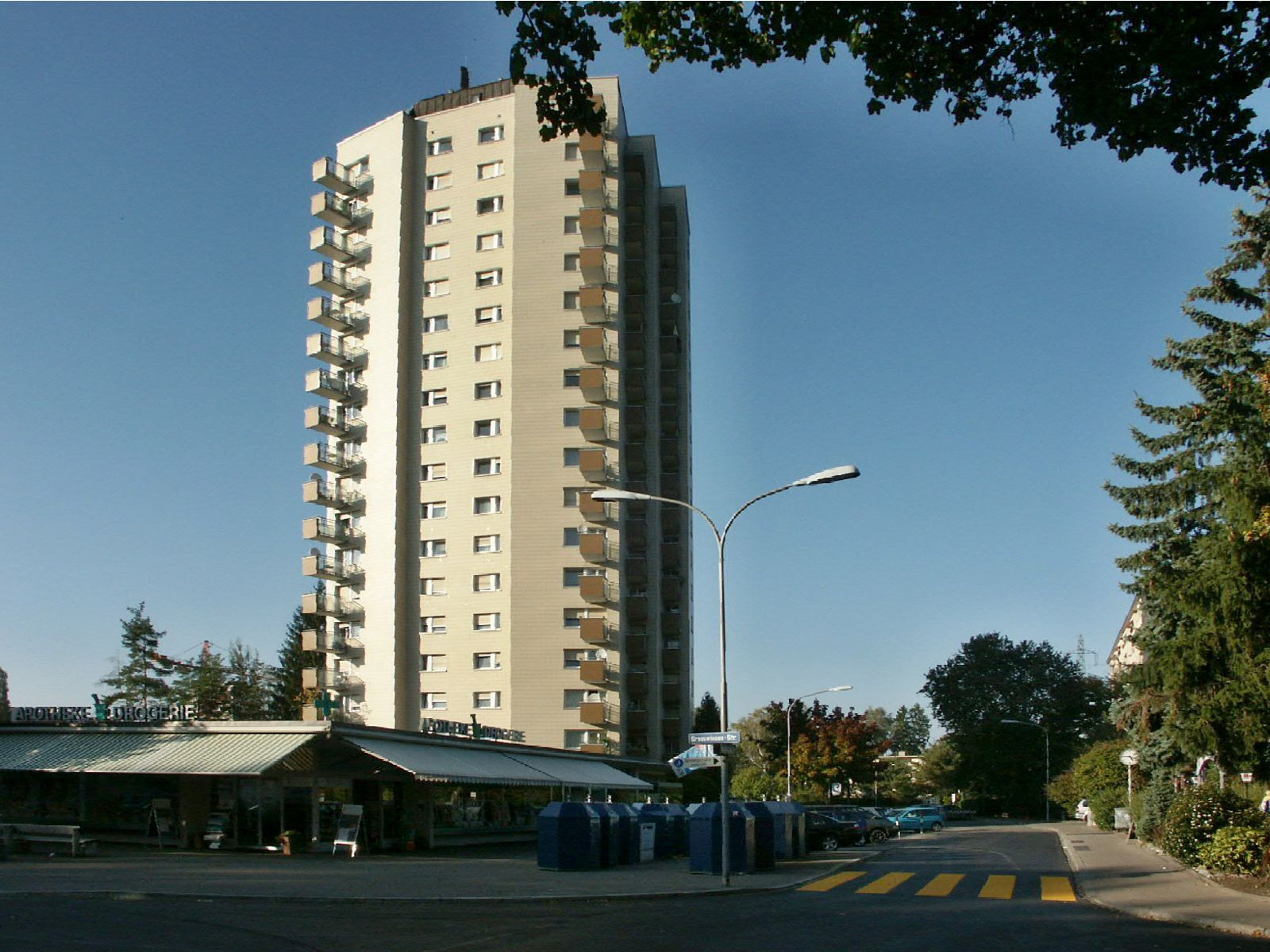
Hochhaus im Quartier Hirzenbach

Im Norden bildet die Glatt die Grenze des Quartiers zu der Gemeinde Wallisellen. Im Osten des Quartiers liegt die Siedlung Mattenhof, die mit der Gemeinde Dübendorf eine Grenze bildet. Im Süden liegt der stark bewaldete Weibelacker am Zürichberg mit der Grenze zum Quartier Fluntern. Die Winterthurer-, Roswiesen-, Stettbachstrasse und der Franzosenweg bilden die Grenze zum Quartier Schwamendingen-Mitte.
Im Osten des Quartiers befindet sich die Freizeit- sowie Sportanlage Heerenschürli. Ein Teil der Sportplätze liegen aber auf dem Gebiet der Gemeinde Dübendorf. Auf den diversen Fussballfeldern trainieren die FC Zürich Frauen sowie der FC Schwamendingen und viele Jugendfussballmannschaften des Vereins Schwamendingen und des FC Zürich. Die Geschäftsstelle des FC Zürich im Home of FCZ befindet sich seit 2021 ebenfalls auf der Sportanlage Heerenschürli.
Das Quartierschulhaus heisst Schulhaus Hirzenbach. Die Schule besteht aus drei Kindergartenlokalen mit insgesamt sechs Kindergärten, 15 Primarschulklassen und fünf Horten. Insgesamt besuchen über 400 Kinder die Schule Hirzenbach. Die Kinder werden von rund 50 Klassen- und Fachlehrpersonen unterrichtet. Im Betreuungsbereich sind gut 40 Hortleitungen, Fachfrauen und -männer Betreuung, Betreuungsassistenzen und Lernende im Einsatz.
Weitere Schuleinheiten im Quartier Hirzenbach sind die Primarschulhäuser Luchswiesen, Mattenhof und Probstei sowie das Sekundarschulhaus Stettbach. 

## Verkehr

### Privater Verkehr
Im Norden des Quartiers verläuft die Autobahn A1. Die stark befahrene Überland-, Winterthurer- und Dübendorferstrasse prägen das Bild des Quartiers. Hirzenbach war eines der ersten Quartiere der Stadt Zürich, das durch Tempo-30-Zonen und die dazugehörenden baulichen Massnahmen verkehrsberuhigt wurde.

### Öffentlicher Verkehr
Bis 1985 war der Hirzenbach nur durch die Buslinien 62, 64, 72 und 79 an das öffentliche Verkehrsnetz angebunden. Obwohl das Schwamendinger Stimmvolk das Tramprojekt an der Urne verwarf, wurde es realisiert und der Betrieb wurde am 1. Februar 1986 aufgenommen. Seither ist Hirzenbach durch die VBZ-Tramlinien 7 und 9 mit der Zürcher Innenstadt und seit dem 12. Dezember 2010 mit der VBG-Tramlinie 12 (Glatttalbahn) mit dem Flughafen Zürich verbunden. Die Buslinien 61, 759, 787 (Haltestelle Altried) sowie 743, 744, 751, 752, 754, 760 (Haltestelle Stettbach) erschliessen die Nachbarsgemeinden. Ab dem Bahnhof Stettbach gelangt man per S-Bahn in die Zürcher Innenstadt.